# На Ин-у
На Джонг Чан (на корейски: 나종찬, роден на 17 септември 1994 г.), по-известен със сценичното си име На Ин У (на корейски: 나인우), е южнокорейски актьор. Той е най-известен с ролите си в Господин кралица (2020 – 2021) и Реката, където изгрява луната (2021). Член е на актьорския състав на вариететното шоу 2 Days & 1 Night от 2022 г.

## Кариера

### 2013 – 2019: Дебют и ранна кариера
На Ин У прави своя дебют през 2013 г. с мюзикъла Bachelor's Vegetable Store.
През 2014 г. се появява с малко участие в уикенд драмата на SBS Glorious Day.
През 2015 г. прави своя официален дебют в телевизионната драма Shine or Go Crazy, последвана от драмата My Mom, която му печели номинация на наградите на MBC Drama Awards в категорията за най-добър нов актьор. През същата 2015 година участва във филма Twenty, където играе ролята на Dong Won, по-малкия брат на Dongwoo, изигран от Джуно.
През 2016 г. На Ин У участва в уеб драмата Spark. През същата година се появява в епизод на Cinderella with Four Nights, в ежедневната драма Golden Pouch, излъчена по MBC, както и във филма The Car Crash: Hit by Dongho.
През 2018 г. На участва в сезон 1 на уеб драмата It's Okay to be Sensitive с Ким Йънг Де.
През 2019 г. следва поява в драмата на MBN Best Chicken и в епизоди от Home for Summer, ежедневна драма на KBS1, а след това става редовна част от драмата Unasked Family. На се появява и в уеб драмата Yeonnam Family, която се излъчва по Olleh TV.
През 2019 г. На променя сценичното си име от На Джонг Чан на На Ин У.

### 2020–настояще: Пробив в кариерата
През 2020 г. На Ин У участва в драмата Mystic Pop-up Bar, излъчена по JTBC. По-късно същата година се присъединява към историческата драма на tvN Господин кралица. Драмата има успех, превръщайки се в 7-ата най-високо оценена драма в историята на корейската кабелна телевизия и му донася международна слава.
През 2021 г. е потвърдено участието на На Ин У във филма Her Bucket List с Ким Со Хе. През същия месец той потвърждава и епизодична поява в драмата At A Distance Spring Is Green. По-късно през март 2021 г. На се присъединява към историческата драма KBS2 ''Реката, където изгрява луната'', където играе главната мъжка роля от 6-ти епизод, заменяйки Джи Су, който е отпаднал от сериала след отправените срещу него обвинения в тормоз. Въпреки замените в последната минута и проблемите с кастинга в драмата, играта на На Ин У и химията с главната актриса Ким Со Хьон са добре приети от публиката. За тази си първа главна роля той е номиниран на 57-те Baeksang Arts Awards в категорията за най-добър нов актьор в телевизионен сериал.
През май 2021 г. е потвърдено, че На ще изиграе главната мъжка роля в драмата Jinxed at First със СоХьон. През юли е избран за водещ на уеб музикалната програма OUTNOW Unlimited излъчвана в Playlist, Naver Now.
През януари 2022 г. На Ин У става постоянен член в актьорския екип на сезон 4 от риалити шоуто на KBS2 2 Days & 1 Night.
През юли 2023 г. На Ин У изиграва главната мъжка роля в криминалната драма Копнея по теб като полицай, който се опитва да залови сериен убиец и да отмъсти за брат си.

## Филмография

### Филми
| Година | Заглавие                     | Роля         | Бележки       |
| ------ | ---------------------------- | ------------ | ------------- |
| 2015 г | Twenty                       | Донг-уон     |               |
| 2016 г | The Car Crash: Hit by Dongho | Ко Донг-хо   |               |
| 2019 г | The Faceless Boss            | Момче 1      |               |
| 2021 г | Her Bucket List              | Канг Хан-сол | Какао ТВ филм |
| 2022 г | Ditto                        | Йънг-джи     |               |

### Телевизионни сериали
| Година      | Заглавие                      | Роля                          | Бележки             |
| ----------- | ----------------------------- | ----------------------------- | ------------------- |
| 2014        | Glorious Day                  | Со Мин Шик (малък)            |                     |
| 2015        | Shine or Go Crazy             | Се Уон                        |                     |
| 2015        | This Is My Love               | Че Дже Хо (малък)             |                     |
| 2015        | My Mom                        | Пак Те Рьонг                  |                     |
| 2016        | Cinderella with Four Knights  | Джун Су                       | Cameo (еп. 12)      |
| 2016 – 2017 | Golden Pouch                  | Юн Джи Санг                   |                     |
| 2019        | Yeonnam Family                | Ю Гуон                        |                     |
| 2019        | Home for Summer               | Чанг Уон Джун                 | еп. 48 – 59         |
| 2019 – 2020 | Best Chicken                  | И Джин Санг                   |                     |
| 2019 – 2020 | Unasked Family                | Нам И Нам / Ким Хьон          |                     |
| 2020        | Mystic Pop-up Bar             | Ким Уон Хьонг                 |                     |
| 2020 – 2021 | Mr. Queen                     | Ким Бьонг Ин                  |                     |
| 2021        | River Where the Moon Rises    | Он Дал                        |                     |
| 2021        | At A Distance Spring Is Green | Йо Джун Уан                   | Cameo               |
| 2022        | Cleaning Up                   | И Ду Йонг                     |                     |
| 2022        | Jinxed at First               | Гонг Су Куанг / Го Мьонг Сонг |                     |
| 2022        | Златната лъжичка              | Хан Сонг Хун                  | Cameo (еп. 15 – 16) |
| 2023        | Копнея за теб                 | О Джин Сонг / О Джин Санг     |                     |
| 2024        | Омъжи се за съпруга ми        | Йо Джи Хьок                   |                     |

### Телевизионни предавания
| Година           | Заглавие                 | Роля                      | Бележки                  |
| ---------------- | ------------------------ | ------------------------- | ------------------------ |
| 2022–понастоящем | 2 Days & 1 NightSeason 4 | Член на актьорския състав | Епизод 111 – понастоящем |

### Уеб сериали
| Година | Заглавие                  | Роля            |
| ------ | ------------------------- | --------------- |
| 2016 г | Spark                     | Юн Га-он        |
| 2018 г | It's Okay to be Sensitive | Парк Джи-хо     |
| 2021 г | Underground Heaven        | специална поява |

### Уеб шоу
| Година | Заглавие         | Роля      |
| ------ | ---------------- | --------- |
| 2021 г | OUTNOW Unlimited | Домакин   |
| 2022 г | Today, To You    | Разказвач |

### Хостинг
| Година | Заглавие          | Бележки                         |
| ------ | ----------------- | ------------------------------- |
| 2022 г | KBS Song Festival | с Ким Шин-Йонг и Джанг Уон-Йонг |

## Мюзикъл
| Година      | Заглавие                   | Роля         | Изт. |
| ----------- | -------------------------- | ------------ | ---- |
| 2013 – 2014 | Bachelor's Vegetable Store | Син Джи-хуан |      |

## Забележки
1. ↑  Outnow Unlimited е шоу за завръщане на идоли.
2. ↑  Заменя Ji Soo, който отпада от сериала след обвиненията срещу него в насилие.

## Външни връзки
- Официален сайт Архив на оригинала от 2021-04-27 в Wayback Machine. (на корейски)

- На Ин-у в  Internet Movie Database

- На Ин-у в  Instagram

|  | Тази страница частично или изцяло представлява превод на страницата Na In-woo в Уикипедия на английски. Оригиналният текст, както и този превод, са защитени от Лиценза „Криейтив Комънс – Признание – Споделяне на споделеното“, а за съдържание, създадено преди юни 2009 година – от Лиценза за свободна документация на ГНУ. Прегледайте историята на редакциите на оригиналната страница, както и на преводната страница, за да видите списъка на съавторите. ВАЖНО: Този шаблон се отнася единствено до авторските права върху съдържанието на статията. Добавянето му не отменя изискването да се посочват конкретни източници на твърденията, които да бъдат благонадеждни. |